# USS Carpellotti (APD-136)
USS Carpellotti (APD-136) là một tàu vận chuyển cao tốc lớp Crosley, nguyên được cải biến từ chiếc DE-720, một tàu hộ tống khu trục lớp Rudderow, và đã phục vụ cùng Hải quân Hoa Kỳ trong Chiến tranh Thế giới thứ hai. Nó là chiếc tàu chiến thứ hai của Hải quân Hoa Kỳ được đặt cái tên này, nhưng là chiếc duy nhất hoàn tất, đặt theo tên binh nhất Thủy quân Lục chiến Louis J. Carpellotti (1918-1942), người từng phục vụ cùng Sư đoàn 1 Thủy quân Lục chiến tại khu vực quần đảo Solomon, đã tử trận trong  Trận Tulagi vào ngày 7 tháng 8, 1942 và được truy tặng Huân chương Ngôi sao Bạc. Nó đã phục vụ cho đến khi Thế Chiến II kết thúc, và tiếp tục phục vụ trong giai đoạn tiếp theo cho đến khi xuất biên chế vào năm 1958. Con tàu cuối cùng bị bán để tháo dỡ vào năm 1966

## Thiết kế và chế tạo
Thiết kế của lớp Crosley dựa trên việc cải biến lớp tàu hộ tống khu trục Rudderow. Cấu trúc thượng tầng con tàu được mở rộng, đồng thời tháo dỡ bớt vũ khí trang bị để lấy chỗ bố trí nơi nghỉ cho 162 binh lính được vận chuyển cùng khoảng 40 tấn trang bị. Hệ thống động lực tương tự như với các lớp Buckley và Rudderow; là kiểu động cơ turbine-điện General Electric, cung cấp điện năng cho mô-tơ điện để dẫn động hai trục chân vịt.
Dàn vũ khí được giữ lại bao gồm một khẩu pháo 5 inch (130 mm)/38 cal bố trí một phía trước mũi; ba khẩu đội pháo phòng không Bofors 40 mm nòng đôi và sáu pháo phòng không Oerlikon 20 mm; vũ khí chống ngầm gồm hai đường ray Mk. 9 để thả mìn sâu. Thủy thủ đoàn đầy đủ bao gồm 15 sĩ quan và 168 thủy thủ; và con tàu được bố trí tiện nghi để vận chuyển 12 sĩ quan cùng 150 binh lính đổ bộ.
Cái tên Carpellotti thoạt tiên được dự định đặt cho chiếc DE-548, một tàu hộ tống khu trục lớp John C. Butler, nhưng kế hoạch chế tạo bị hủy bỏ vào ngày 5 tháng 6, 1944, nên tên này được gán lại cho chiếc DE-720. Trước khi được chế tạo, con tàu được xếp lại lớp như một tàu vận chuyển cao tốc vào ngày 17 tháng 7, 1944, mang ký hiệu lườn mới APD-136. Con tàu được đặt lườn tại xưởng tàu của hãng Defoe Shipbuilding Co. ở Bay City, Michigan vào ngày 31 tháng 10, 1944, và được hạ thủy vào ngày 10 tháng 3, 1945, được đỡ đầu bởi bà S. Carpellotti. Con tàu được chuyển đến xưởng tàu của hãng Todd Johnson Shipyard ở Algiers, Louisiana để hoàn thiện, và nhập biên chế cùng Hải quân Hoa Kỳ tại New Orleans, Louisiana vào ngày 30 tháng 7, 1945 dưới quyền chỉ huy của Hạm trưởng, Thiếu tá Hải quân John V. Brown.

## Lịch sử hoạt động
Hoàn tất quá trễ để có thể tham gia chiến đấu trong Thế Chiến II, Carpellotti tiếp tục phục vụ cùng Hạm đội Đại Tây Dương sau chiến tranh, đặt căn cứ tại Norfolk, Virginia. Nó thực hiện một chuyến đi thực tập mùa Hè dành cho học viên sĩ quan đến các cảng Anh và Pháp từ ngày 24 tháng 6 đến ngày 2 tháng 8, 1947, và sau đó hoạt động với thủy thủ thủ đoàn rút gọn từ căn cứ Yorktown, Virginia cho đến ngày 3 tháng 2, 1948.
Quay trở lại biên chế đầy đủ, Carpellotti hoạt động từ căn cứ Norfolk cho các đợt thực hành huấn luyện đổ bộ dọc theo vùng bờ Đông và tại vùng biển Caribe. Vào mùa Hè năm 1948, nó lại có chuyến đi thực tập dành cho học viên sĩ quan sang các cảng Châu Âu, rồi thực hiện một chuyến viếng thăm thiện chí đến vùng vịnh Ba Tư. Con tàu cũng tham gia các cuộc tập trận trong khuôn khổ Khối NATO: bao gồm Chiến dịch Mainbrace vào năm 1952, và vào các năm 1955 và 1957 trong thành phần Đệ Lục hạm đội tại Địa Trung Hải.
Carpellotti được cho xuất biên chế tại Norfolk vào ngày 21 tháng 4, 1958 và được đưa về Hạm đội Dự bị Đại Tây Dương. Tên nó được cho rút khỏi danh sách Đăng bạ Hải quân vào ngày 1 tháng 12, 1959, và con tàu bị bán cho hãng Diamond Manufacturing Company tại Savannah, Georgia vào ngày 20 tháng 6, 1960. Lườn tàu được Diamond Manufacturing bán lại cho hãng Boston Metals Company, tại Baltimore, Maryland vào năm 1966 để tháo dỡ.

## Phần thưởng
Nguồn: Navsource Naval History
|  |  |  |
|  |  |  |

| Huân chương Chiến dịch Hoa Kỳ        |                                         |                                       |
| Huân chương Chiến thắng Thế Chiến II | Huân chương Phục vụ Chiếm đóng Hải quân | Huân chương Phục vụ Phòng vệ Quốc gia |